# Prays nephelomima
Prays nephelomima là một loài bướm đêm thuộc họ Yponomeutidae. Nó được tìm thấy ở Úc (New South Wales và miền nam Queensland) và New Zealand.
Sải cánh dài khoảng 10 mm.
The larvae are a pest on Citrus species. 